# Daniel Imhof
Daniel Imhof (Wil, 22 novembre 1977) è un ex calciatore svizzero naturalizzato canadese, di ruolo centrocampista.

## Carriera

### Canada
Nato in Svizzera, ma cresciuto in Canada (la sua famiglia emigrò lì quando lui aveva quattro anni), Imhof crebbe calcisticamente alla University of Victoria; qui, negli ultimi anni della sua carriera scolastica divenne uno dei giocatori chiave della squadra universitaria.

### Svizzera
Nella primavera del 1998 Imhof tornò in Europa con la speranza di poter giocare in un grande club europeo; i suoi parenti, che vivevano ancora lì, gli organizzarono un appuntamento con i massimi dirigenti della loro squadra locale, il Wil allenato da Marcel Koller, che gli propose un contratto da professionista, che lo legò ai bianconeri per due anni; nel 2000 Imhof venne ceduto al San Gallo, dove seguì il suo allenatore Koller.

### VfL Bochum
Nell'estate del 2005 Imhof seguì nuovamente il suo allenatore alla neo promossa squadra tedesca del Bochum. Nel 2007 però la società decise di sciogliere il contratto fino a che il giocatore non avesse giocato con regolarità e a grandi livelli. La situazione alla fine si risolse dato che la squadra non riuscì a trovare un valido sostituto per quel ruolo. Gli fu offerto un contratto di un anno e quasi per caso Imhof scese in campo in quasi tutte le partite.

## Palmarès

### Club

#### Competizioni nazionali
- Campionato tedesco di seconda divisione: 1

Bochum: 2005-2006